# 마이클 레드그레이브
마이클 레드그레이브 경(영어: Sir Michael Redgrave, CBE, 1908년 3월 2일 ~ 1985년 3월 21일)은 영국의 배우이다.

## 출연작
- 1969년 공군 대전략
- 1971년 크리스마스 캐럴

## 서훈
- 1952년 대영 제국 훈장 3등급(CBE) 수훈[1]
- 1959년 기사작위(Knight Bachelor) 서임[2]